# Копертино
Копертино (итал. Copertino) је насеље у Италији у округу Лече, региону Апулија.
Према процени из 2011. у насељу је живело 23489 становника. Насеље се налази на надморској висини од 37 м.

## Географија
| Клима (Копертино)          | Клима (Копертино) | Клима (Копертино) | Клима (Копертино) | Клима (Копертино) | Клима (Копертино) | Клима (Копертино) | Клима (Копертино) | Клима (Копертино) | Клима (Копертино) | Клима (Копертино) | Клима (Копертино) | Клима (Копертино) | Клима (Копертино) |
| Показатељ \ Месец          | .Јан.             | .Феб.             | .Мар.             | .Апр.             | .Мај.             | .Јун.             | .Јул.             | .Авг.             | .Сеп.             | .Окт.             | .Нов.             | .Дец.             | .Год.             |
| -------------------------- | ----------------- | ----------------- | ----------------- | ----------------- | ----------------- | ----------------- | ----------------- | ----------------- | ----------------- | ----------------- | ----------------- | ----------------- | ----------------- |
| Средњи максимум, °C (°F)   | 12,4 (54,3)       | 13,0 (55,4)       | 14,8 (58,6)       | 18,1 (64,6)       | 22,6 (72,7)       | 27,0 (80,6)       | 29,8 (85,6)       | 30,0 (86)         | 26,4 (79,5)       | 21,7 (71,1)       | 17,4 (63,3)       | 14,1 (57,4)       | 30 (86)           |
| Средњи минимум, °C (°F)    | 5,6 (42,1)        | 5,8 (42,4)        | 7,3 (45,1)        | 9,6 (49,3)        | 13,3 (55,9)       | 17,2 (63)         | 19,8 (67,6)       | 20,1 (68,2)       | 17,4 (63,3)       | 13,7 (56,7)       | 10,1 (50,2)       | 7,3 (45,1)        | 5,6 (42,1)        |
| Количина падавина, mm (in) | 80 (31,5)         | 60 (23,6)         | 70 (27,6)         | 40 (15,7)         | 29 (11,4)         | 21 (8,3)          | 14 (5,5)          | 21 (8,3)          | 53 (20,9)         | 96 (37,8)         | 109 (42,9)        | 83 (32,7)         | 676 (266,2)       |
| [ тражи се извор ]         |                   |                   |                   |                   |                   |                   |                   |                   |                   |                   |                   |                   |                   |

## Становништво
| 1931.  | 1936.  | 1951.  | 1961.  | 1971.  | 1981.  | 1991.  | 2001.  | 2011.  |
| ------ | ------ | ------ | ------ | ------ | ------ | ------ | ------ | ------ |
| 11.368 | 12.787 | 16.360 | 18.314 | 19.355 | 22.315 | 23.475 | 22.294 | 23.870 |